# Benicio del Toro
Benicio Monserrate Rafael del Toro Sanchez, mer känd som Benicio del Toro, född 19 februari 1967 i Santurce, San Juan, Puerto Rico, är en puertoricansk-amerikansk skådespelare.
Hans föräldrar, Gustavo Adolfo del Toro Bermudez och Fausta Sanchez Rivera, var båda advokater. Han har en äldre bror, vid namn Gustavo. Benicio ser likheter med sitt och föräldrarnas yrke och menar att båda handlar om att verka trovärdig. Föräldrarna var dock inte nöjda med sonens yrkesval. Del Toro har en dotter, född 2011, tillsammans med Rod Stewarts dotter Kimberly Stewart. De två har dock aldrig varit i en relation.
I sin ungdom medverkade Benicio del Toro i en Madonnavideo. Han belönades med en Oscar för bästa manliga biroll i långfilmen Traffic och blev 2004 nominerad i samma kategori för sin roll i 21 gram.

## Filmografi, i urval
- 1987 – Miami Vice (TV-serie) (avsnittet "Everybody's in Showbiz...")
- 1989 – Tid för hämnd
- 1990 – Drug Wars: The Camarena Story (TV-serie)
- 1991 – The Indian Runner
- 1992 – Christopher Columbus: The Discovery
- 1993 – Fearless
- 1993 – Golden Balls
- 1993 – Money for Nothing
- 1994 – Röster från andra sidan graven (TV-serie) (avsnittet "The Bribe")
- 1994 – Swimming with Sharks
- 1994 – China Moon
- 1995 – Fallen Angels (TV-serie) (avsnittet "Good Housekeeping")
- 1995 – De misstänkta
- 1996 – Basquiat – den svarte rebellen
- 1996 – The Funeral
- 1996 – The Fan
- 1996 – Joyride
- 1997 – X-tra bagage
- 1998 – Fear and Loathing in Las Vegas
- 2000 – Snatch
- 2000 – The Way of the Gun
- 2000 – Traffic
- 2001 – Löftet
- 2003 – The Hunted
- 2003 – 21 gram
- 2005 – Sin City
- 2007 – Things We Lost in the Fire
- 2008 – Che - Argentinaren
- 2009 – Che - Gerillaledaren
- 2010 – The Wolfman
- 2010 – Somewhere
- 2012 – 7 Days in Havana
- 2012 – Savages
- 2013 – Jimmy Picard
- 2013 – Thor: The Dark World
- 2014 – Guardians of the Galaxy
- 2014 – Inherent Vice
- 2014 – Escobar: Paradise Lost
- 2015 – A Perfect Day
- 2015 – Sicario
- 2015 – Den lille prinsen (röst)
- 2017 – Star Wars: The Last Jedi
- 2018 – Avengers: Infinity War
- 2018 – Sicario 2: Soldado
- 2018 – Escape at Dannemora (TV-serie)
- 2019 – Dora and the Lost City (röst)
- 2021 – No Sudden Move
- 2021 – The French Dispatch
- 2021 – What If...? (TV-serie) (röst)
- 2025 – One Battle After Another